# Kalkdagmossa
Kalkdagmossa (Ephemerum recurvifolium) är en bladmossart som beskrevs av Jean Nicolas Boulay 1872. Kalkdagmossa ingår i släktet dagmossor, och familjen Ephemeraceae. Enligt den finländska rödlistan är arten nationellt utdöd i Finland. Enligt den svenska rödlistan är arten otillräckligt studerad i Sverige. Arten förekommer på Gotland. Arten har tidigare förekommit i Svealand men är numera lokalt utdöd. Artens livsmiljö är fuktiga gräsmarker, dikesrenar. Inga underarter finns listade i Catalogue of Life.